# Cueto (Espanha)
Cueto é uma localidade do município de Santander, na comunidade autónoma da Cantábria, situada bem a norte.
A sua costa é banhada pelo oceano Atlântico. É conhecida pelo seu farol de Cabo Mayor, construído em 1839 e desenhado pelo político, geógrafo e astrónomo Filipe Bauzá. Recentemente, com o crescimento de Santander, as áreas circundantes começaram também a crescer.
Cueto não tem uma densidade populacional muito elevada apesar de estar apenas a quatro quilómetros de Santander.